# Rachel de Queiroz

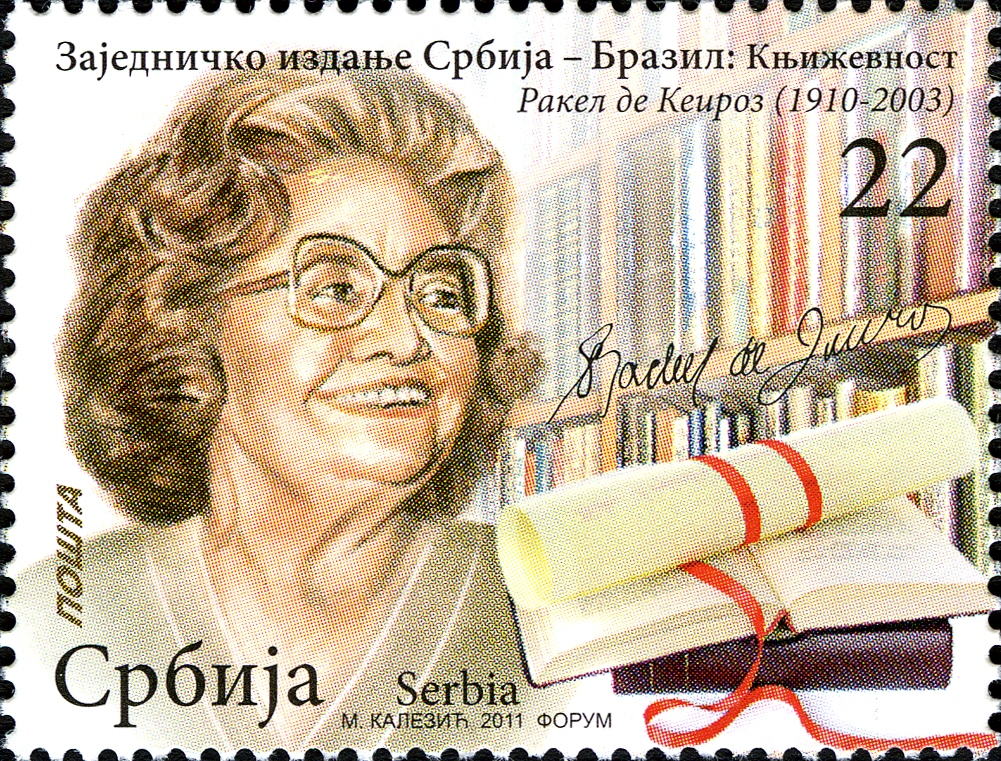

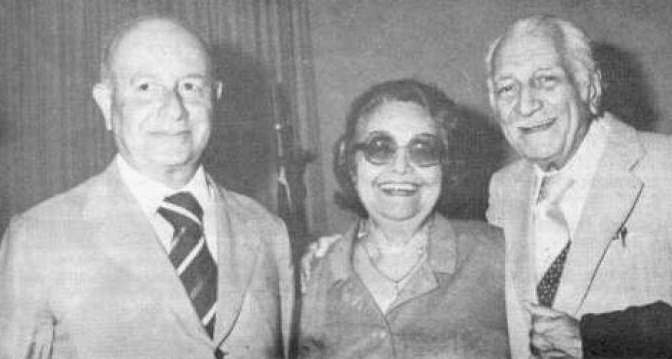
Rachel de Queiroz mit Adonias Filho und Gilberto Freyre

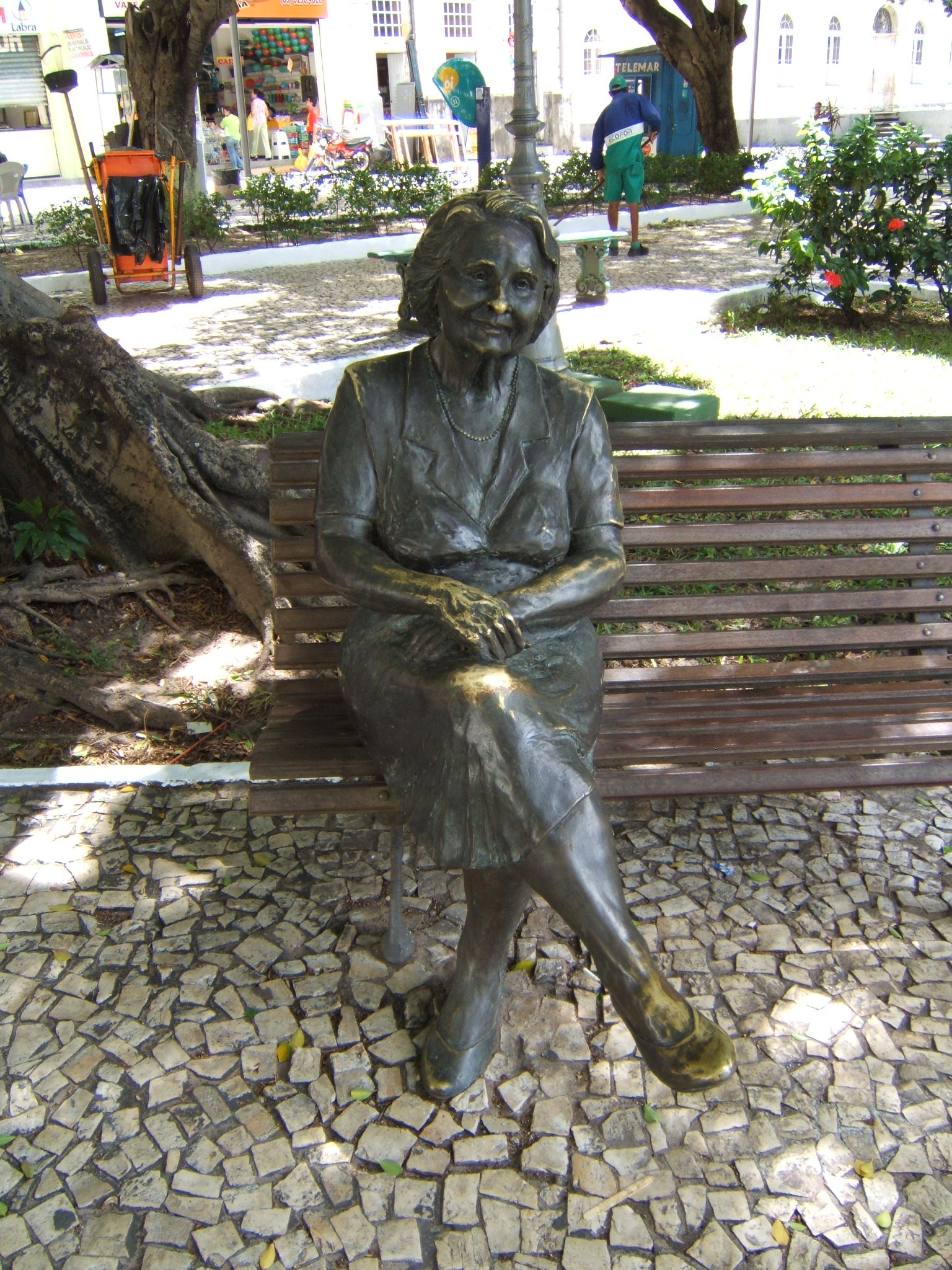

Rachel de Queiroz (* 17. November 1910 in Fortaleza, Brasilien; † 4. November 2003 in Rio de Janeiro) war eine brasilianische Schriftstellerin.
1915 floh sie mit ihrer Familie aus den Dürregebieten des Nordostens Brasiliens nach Rio de Janeiro, kehrte jedoch zum Studium in ihren Heimatstaat Ceará zurück. 1927 begann sie als Journalistin zu arbeiten und veröffentlichte 1930 ihren ersten Roman O Quinze („Das Jahr 15“), in dem sie das Erlebnis der Dürre verarbeitete. 1931 ging sie erneut nach Rio, wo sie sich der Brasilianischen Kommunistischen Partei (PCB) anschloss. Sie schrieb außerdem für zahlreiche Zeitungen und Zeitschriften, unter anderem für O Cruzeiro.
1954 wurde sie für ihre Arbeit im Film Luz Apagada mit dem Prêmio Saci ausgezeichnet.
Neben ihrem erzählerischen Werk veröffentlichte Queiroz mehrere Theaterstücke und zahlreiche Essaybände. 1977 wurde sie als erste Schriftstellerin Mitglied der Academia Brasileira de Letras.

## Bücher

### Romane
- O quinze. 1930.
- João Miguel. 1932.
- Caminho de pedras. 1937.
- As Três Marias. 1939.
  - Die drei Marias. dt. von Ingrid Führer. Verlag Klaus Wagenbach, Berlin 2013.
- O galo de ouro. 1950.
- Dora, Doralina. 1975.
- Memorial de Maria Moura. 1992.

### Chroniken
- A donzela e a moura torta. 1948.
- Cem crônicas escolhidas. 1958.
- O brasileiro perplexo. 1964.
- O caçador de tatu. 1967.
- Um Alpendre, uma rede, um açude.
- O homem e o tempo.
- As menininhas e outras crônicas. 1976.

### Theaterstücke
- Lampião. 1953.
- A beata Maria do Egito. 1958.
- Teatro. 1995.

### Kinderbücher
- O menino mágico. 1969. (Prêmio Jabuti)
- Cafute e Pena-de-Prata. 1986.
- O jogador de sinuca e mais historinhas. 1980.

## Autobiografien
- mit ihrer Schwester Maria Luiza de Queiroz Salek: Nosso Ceará. 1997.
- mit ihrer Schwester Maria Luiza de Queiroz Salek: Tantos Anos. 1998.
- mit ihrer Schwester Maria Luiza de Queiroz Salek: Não me deixes: suas histórias e sua cozinha. Gastronomische Erinnerungen, 2000.

### In Deutschland erschienen
- Das Jahr 15. Frankfurt 1978, ISBN 3-518-01595-8.
- Die drei Marias. Berlin 2013, ISBN 978-3-8031-2704-4.
- Maria Moura. München 1998, ISBN 3-7951-1614-7.